# Клюшка (хоккей с шайбой)

Хоккейная клюшка полевого игрока и вратаря.

Клюшка для хоккея с шайбой — спортивный снаряд, используемый в хоккее с шайбой для бросков, пасов и ведения шайбы. Клюшка имеет длину приблизительно 150—200 см и представляет собой длинный тонкий черенок с плоским расширением в одном конце, названном крюком. Крюк — часть клюшки, используемая для контакта с шайбой, как правило, 25-40 см длиной. Размеры клюшки могут значительно различаться, поскольку они должны удовлетворять всем предпочтениям игрока, соответствовать его росту и весу. Крюк располагается под углом примерно в 135° от оси черенка, придавая клюшке L-образную форму. Черенок клюшки довольно тверд, но гибок, для лучшего выполнения бросков.
Крюк может иметь загиб в одном направлении, чтобы помочь в ведении шайбы или подъёме её от поверхности льда. Загиб может быть левым или правым, в зависимости от хвата игрока.
Клюшка вратаря немного отличается от клюшки полевого игрока. Нижняя часть клюшки более широкая, угол между крюком и черенком меньше. Технология и материалы для изготовления клюшек одинаковы для вратарских клюшек и клюшек полевых игроков.

## Материалы
Ранее хоккейные клюшки изготавливали в основном из клена или ивы, из которых также изготавливали клюшки для гольфа и рукоятки для инструментов. Однако, с уменьшением поставок этой древесины, стало более экономически выгодным использовать другие виды древесины, такие как жёлтая берёза и дуб. Дуб постепенно становился более предпочтительным материалом, и к 1920-м стал единственным материалом для изготовления хоккейных клюшек. Такие клюшки были чрезвычайно тяжелыми и мало гнущимися, хотя и были чрезвычайно долговечны. Член зала хоккейной славы Томас Джонсон всю карьеру играл самой длинной из дубовых клюшек в истории, обеспечивавшей ему радиус досягаемости почти в 2,5 метра.
Технология изготовления хоккейных клюшек между 1920-ми и 2000-ми претерпела ряд изменений. В первую очередь — создание слоистого черенка в 1940-х, где слои древесины были склеены и спрессованы для придания клюшке большей гибкости и долговечности. В 1960-х производители стали ламинировать клюшки стекловолокном и другими синтетическими материалами, которые добавили клюшке долговечность. Также в 1960-х игроки начали изгибать крюки, что резко изменило физику броска шайбы.
В 1970-х производители бит для крикета и бейсбола начали экспериментировать с лёгкими стальными сплавами для замены традиционно используемых ивы и дуба. Производители хоккейных клюшек последовали их примеру и в начале 1980-х изготовили цельную алюминиевую клюшку. Такая конструкция не стала популярной, поскольку клюшка стала жёсткой и не давала чувства контроля над шайбой. Поэтому решили попробовать конструкцию из алюминиевого черенка и сменного деревянного крюка. Такая конструкция стала очень популярной в конце 1980-х и в начале 1990-х, и впервые превысила распространённость традиционных деревянных клюшек.
В последние годы большинство клюшек действующих игроков сделано из одного или нескольких материалов:

### Дерево
Деревянные клюшки обычно изготавливают из нескольких склеенных между собой слоев древесины, покрытых тонким слоем пластмассы или стекловолокна. Некоторые производители используют стекловолокно в качестве прослойки между деревянными слоями. Сегодня в НХЛ только единицы игроков все ещё используют деревянные клюшки, включая Пола Штястны, Адриана Окойна и Фредрика Модина.
Главное преимущество деревянных клюшек — их относительно низкая стоимость, делающая их популярными среди юниоров и любителей. Деревянные клюшки позволяют иметь хорошее чувство контроля над шайбой. Главным же их недостатком является относительное непостоянство параметров и плохая износоустойчивость. У дерева есть свойство деформироваться, а в течение долгого времени изгибаться и менять жесткость. Кроме того дерево, будучи природным материалом, определяет непостоянство параметров изделия (даже между идентичными образцами).
Среди большинства игроков существует заблуждение, что для сильных щелчков подходят только алюминиевые или композитные клюшки. Тем не менее, игроки с самыми сильными в истории НХЛ щелчками — Бобби Халл, Эл Макиннис, Эл Айэфрейти и другие) — играли деревянными клюшками; впрочем, справедливости ради, нужно также отметить, что карьеры этих игроков закончились ещё до появления композитных клюшек (или алюминиевых, как в случае с Бобби Халлом).

### Алюминий
Алюминиевые клюшки были первыми не деревянными клюшками, которые появились в продаже. Большинство алюминиевых клюшек состоит из черенка, сделанного из алюминиевого сплава и деревянного или композитного крюка. Было время, когда алюминиевые клюшки использовали большинство игроков НХЛ, но сегодня ими пользуется лишь 1 % игроков.
Главным достоинством алюминиевых клюшек является их долговечность. Алюминиевые черенки довольно редко ломаются, даже на профессиональном уровне, и так как крюк может быть легко заменён, черенок будет служить в течение относительно длительного периода времени. Алюминиевые клюшки не изнашиваются и не деформируются, как деревянные, и могут быть произведены с различными гибкостью и весом. Самое большое неудобство алюминиевых клюшек — их слабое «чувство контроля над шайбой», которое является результатом относительной твердости металла и неидеального соединения черенка с крюком.

### Стекловолокно
Стекловолокно, наряду с традиционным деревом, стало первым композитным материалом, который добавляли как слой или покрытие к деревянным клюшкам. Производители экспериментировали с полностью стекловолоконными клюшками, но им так же не хватало «чувства контроля над шайбой» и долговечности, поэтому популярности они так и не завоевали. В настоящее время полностью стекловолоконные клюшки не изготавливаются.
Сегодня стекловолокно используется для соединения других материалов, таких как дерево, углепластик или кевлар.

### Углепластик
Углепластик (карбон) стал безусловно самым популярным материалом для клюшек используемых в НХЛ, также завоевав себе популярность и среди хоккеистов-любителей. Первоначально продавались клюшки, где только черенок был карбоновым. В настоящее время преобладающим типом стали клюшки, у которых черенок и крюк являются одним целым.
Карбоновые клюшки стали настолько популярными прежде всего благодаря сочетанию в себе свойств дерева и алюминия. Они имеют классическое «чувство контроля над шайбой», как у лучших деревянных клюшек, и точность производственных характеристик, как у алюминиевых клюшек. Также эти клюшки можно изготовить с чрезвычайно точным загибом крюка, который может помочь в точности кистевого броска и щелчка, а производственный процесс позволяет добавлять любое число компонентов, которые могут резко изменить свойства клюшки (например, силиконовые добавки, которые, как утверждают, увеличивают «чувство контроля над шайбой»).
Их главный недостаток — высокая стоимость и относительно малая долговечность. Средний срок службы их немного дольше чем у деревянных, но не достаточно велик, чтобы составить им конкуренцию.

### Кевлар
Кевлар, известный прежде всего как материал для пуленепробиваемых жилетов, стал довольно распространённым компонентом композитных клюшек. Первоначально его добавляли, чтобы увеличить долговечность крюков у алюминиевых клюшек, затем кевлар стал идеальным дополнением к хрупкому деревянному и карбоновому волокну, и сегодня кевлар — материал, используемый почти каждым изготовителем. Кевлар — полезный компонент, поскольку резко увеличивает долговечность клюшки, не ухудшая чувство контроля над шайбой, гибкость и не увеличивая вес.

### Титан
Титановые клюшки — довольно новая разработка, и сначала были представлены сериями TI и Mission Titanium. Титановый обычно только черенок, а крюк — деревянный или карбоновый. В других клюшках титан используют как добавку к карбону или кевлару.
Титан подобен алюминию, но более лёгкий, крепкий и гибкий (главным образом благодаря относительной тонкости стенок черенка).

## Свойства

### Угол наклона
Углом наклона клюшки называется угол между черенком и крюком. Угол наклона имеет 5 значений начиная от 135°, и каждое значение уменьшает угол на 2°. Таким образом, чем меньше угол наклона, тем выше поднимается черенок. Обычно угол колеблется от 5° до 7° (большинство близко к 5,5°). У вратарских клюшек угол составляет 11° и 15°.
Игроки обычно используют клюшки с таким углом наклона, чтобы находясь в своей обычной позе, полностью касаться крюком льда. Уэйн Гретцки, например, использовал клюшку с большим углом наклона, что соответствует его низкому стилю катания и небольшому росту, тогда как Род Лэнгуэй использовал клюшку с меньшим углом, из-за своего высокого роста и вертикального стиля катания.

### Гибкость
Хоккейные клюшки, как и клюшки для гольфа, очень гибки, и гибкость является ключевой характеристикой в игре. Гибкость, жесткость, и пружинистость — все эти термины используются, чтобы описать силу, необходимую для сгибания клюшки.
Большинство композитных и алюминиевых клюшек имеют численное обозначение гибкости flex. Это число, которое колеблется от 50 до 120, наносится на черенок и соответствует силе, приложенной к середине черенка (в фунтах), чтобы согнуть клюшку на один дюйм. Например, если приложить силу в 100 фунтов (45,4 кг), и клюшка изогнётся на 1 дюйм (2.5 см) то клюшку маркируют «100 flex».
Большинство игроков расценивают гибкость клюшки, как очень важную характеристику. Обычно защитники играют более жесткими клюшками, поскольку их жесткость придаёт больше силы при щелчках и уменьшает растрескивание клюшки. Нападающие же используют более гибкие клюшки, чтобы легко выполнять быстрые и точные кистевые броски, давать и принимать пасы, выполнять дриблинг.
Выбор гибкости клюшки также зависит от силы игрока; более сильные игроки предпочитают более жесткие клюшки, так как обладают достаточной силой, чтобы полностью изогнуть клюшку (и таким образом максимизировать потенциальную энергию броска), тогда как молодые игроки и игроки с меньшей силой рук используют более гибкие клюшки.

### Формы крюков
До начала 1960-х крюки клюшек как правило не изгибались. Однако в конце 1950-х центральный нападающий New York Rangers Энди Бэтгэйт начал экспериментировать с «ломкой» крюка, придав ему форму кривой, что, как он считал, сделает его щелчки непредсказуемыми. Следом за ним нападающие Chicago Blackhawks Стэн Микита и Бобби Халл, попробовав играть «сломанными крюками», также впоследствии заказывали себе у производителей клюшки с определённым загибом крюка.
Вскоре после этого большая часть игроков НХЛ, и Бобби Халл в частности, стали сторонниками «бананового крюка», изгиб которого зачастую доходил до 3 дюймов (7,62 см). Такой загиб делал полёт шайбы при щелчке непредсказуемым, и в эру, когда вратари не носили маски, это стало опасным. В 1967 НХЛ ввела ограничение на величину изгиба. Сегодня эта величина составляет 3/4 дюйма (1,9 см).
Форма крюка клюшки характеризуется местом загиба, углом, глубиной загиба, формой носка и кривизной нижней кромки. Начинающие игроки в хоккей могут смело выбрать любой крюк с круглым носком, углом 5-6 и небольшой глубиной загиба.
Угол между черенком и плоскостью крюка выражается числами от 4,5 до 6. Чем больше это число, тем острее угол. Оптимальный для конкретного хоккеиста угол определяется индивидуально: при правильно подобранном угле клюшка удобно ложится на лёд всей кромкой крюка.
Носок крюка может быть квадратным, круглым или «квадратом со скруглёнными углами». Круглый носок облегчает подбор шайбы «под себя» и оптимален для нападающих. Квадратным носком удобнее играть у борта и останавливать пущенную по борту шайбу — такой крюк предпочтительнее для защитников.
Областью загиба крюка может быть носок, пятка или середина. Крюками с загибом у пятки легче поднимать шайбу, а с загибом у носка — контролировать её. Загиб в середине — компромиссный.
Чем сильнее загиб, тем сложнее играть шайбой на неудобной стороне крюка. Поэтому не рекомендуется использовать сильный загиб, если вы не уверены, что именно он вам нужен.
Угол изгиба нижней кромки крюка влияет на скорость поднятия шайбы, что особенно полезно при бросках «в  касание» и подправлениях. Крюки с большим углом изгиба используют только опытные игроки.
Такой параметр как «форма крюка», применим только к «составным» хоккейным клюшкам. Как «трубы», так и сменные крюки к ним делятся на зауженные и обычные. Зауженные крюки подходят только к зауженным трубам, обычные — только к обычным.
Зауженные крюки имеют более короткий и узкий черенок, который смещает точку прогиба вниз, делая бросок сильнее. Зауженные крюки, обычно, дороже обычных, и их выбор не так богат. Но некоторые обычные крюки (например, Easton Z-Carbon) не уступают зауженным в своих игровых качествах. Что выбрать — обычные трубу и крюк, или зауженные — личное предпочтение игрока.